# Arosaguntacook

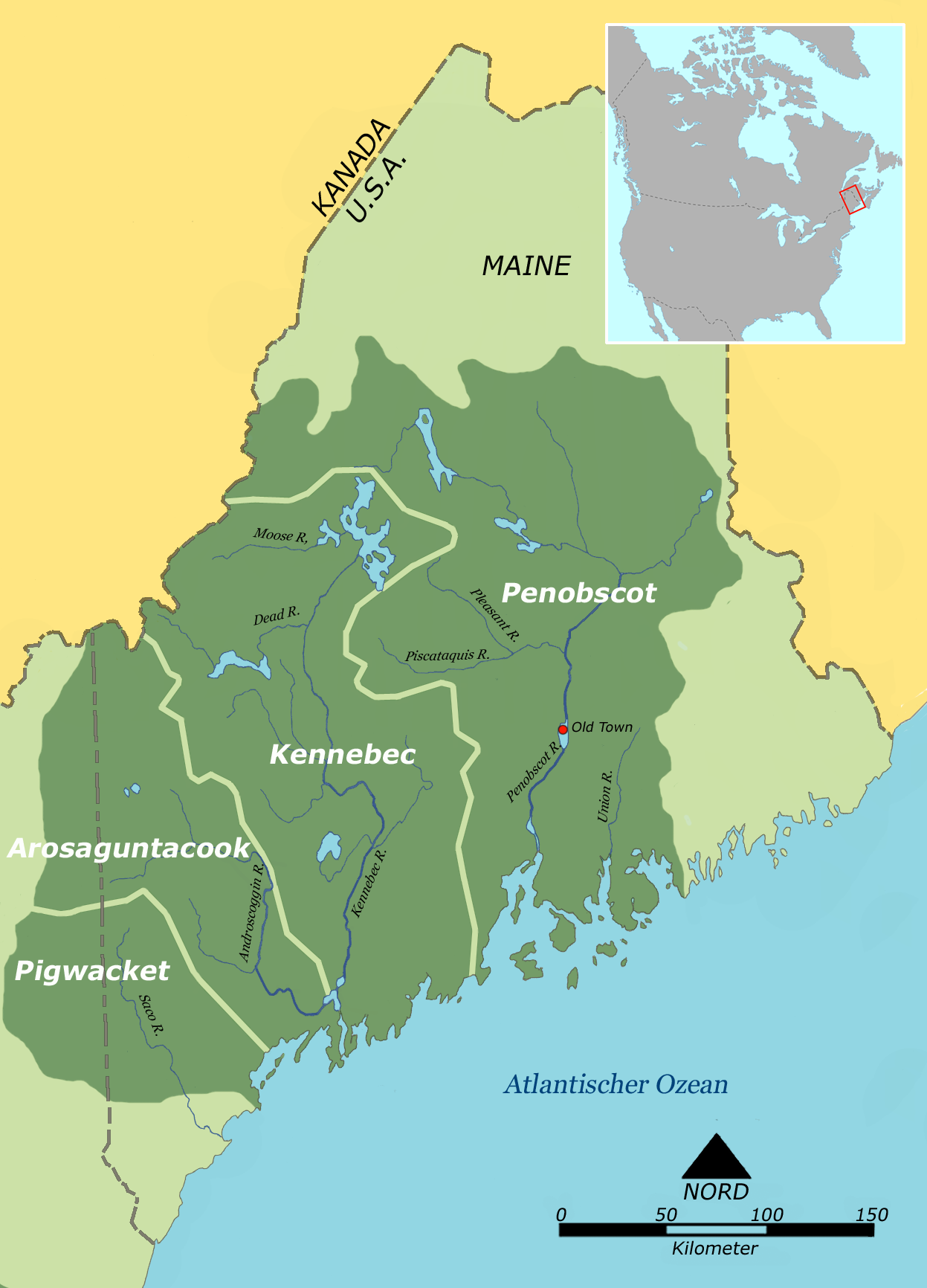
Ehemaliges Siedlungsgebiet der Arosaguntacook.

Die Arosaguntacook waren ein Algonkin sprechender Indianerstamm im nordöstlichen Nordamerika und gehörten der Abenaki-Konföderation an. Sie haben schon im 18. Jahrhundert ihre Identität verloren, weil die letzten Überlebenden zu benachbarten Stämmen zogen und sich mit ihnen vermischten.

## Name
Der heute übliche Stammesname „Arosaguntacook“ oder „Arossagunticook“ leitet sich eventuell von Alsíkαntəkʷ („Fluss der Felsenwohnungen“, „Fluss der Felsenzuflucht“), der Penobscot-Bezeichnung für den Androscoggin River ab. Die Penobscot sprachen wie die „Arosaguntacook/Arossagunticook“ einen Dialekt der Östlichen Abenaki. Die Form Androscoggin ist wahrscheinlich eine veränderte Form des Namens eines ehemaligen Gouverneurs von Massachusetts, Edmund Andros. Weitere bekannte Varianten waren: Arsikantegou, Arsikanteg, Androscoggin, Alessikantek-eyak.
Die Pαnawάhpskewəyak (Penobscot) nennen die Saint-Francis-Abenaki der Nation Waban-Aki ebenfalls Alessikantek-eyak bzw. Aləssikάntəkʷəyak, denn die Arossaguntacook gehörten zu den Vorfahren der Bevölkerung von Saint Francis.

## Siedlungsgebiet
Die Arosaguntacook lebten einst am Androscoggin River und seinen Nebenflüssen; das Wohngebiet erstreckte sich über den Süden des heutigen US-Bundesstaates Maine und reichte bis in das nordöstliche New Hampshire. Ihr Hauptdorf lag in der Nähe des heutigen Lewiston. Die Arosaguntacook gehörten gemeinsam mit den Pigwacket zu den südlichsten Stämmen der Abenaki und waren demzufolge die ersten, die Kontakt mit englischen Kolonisten in Neuengland hatten.

## Geschichte
Sie hatten unter zahlreichen Kolonial- und Indianerkriegen, an denen sie ab 1675 teilnahmen, stark zu leiden, bis sie nach Kanada flüchten mussten. Ihr Dorf wurde 1690 von den Engländern niedergebrannt. Als die englischen Siedlungen den Fluss hinauf wucherten, wurden die an der Mündung lebenden Wawenoc nach Norden vertrieben und von den Arosaguntacook aufgenommen. Später mussten auch die beiden vereinigten Stämme weiter flussaufwärts ziehen und wurden von den dort lebenden Rocameca aufgenommen. Diese Wanderungen führten zu Verwirrung in den Aufzeichnungen verschiedener Autoren, so dass man die vereinigten drei Stämme allgemein nur noch mit dem Namen Arosaguntacook bezeichnete. Diese Stämme zogen gemeinsam mit den Pigwacket im Jahre 1725 nach Saint Francis in Kanada, nachdem sie im gleichen Jahr von John Lovewell vernichtend geschlagen worden waren. In Saint Francis waren sie bald der führende Stamm, ihr Abenaki-Dialekt wurde von den anderen Einwohnern übernommen und schließlich bezeichnete man die gesamten Einwohner als Arosaguntacook.
Eine englische Kommandotruppe, die Rogers’ Rangers, unter Major Robert Rogers griff im Herbst 1759 im Franzosen- und Indianerkrieg das von 700 Indianern bewohnte Saint Francis an und tötete 200 Einwohner, während die übrigen flüchten konnten. Saint Francis wurde niedergebrannt, aber später kamen die Arosaguntacook zurück und bauten das Dorf neu auf.
Auch am Amerikanischen Unabhängigkeitskrieg (1775–1784) und am Britisch-Amerikanischen Krieg von 1812 beteiligte sich ein Teil der Arosaguntacook aus Saint Francis, dieses Mal aber auf der britischen Seite.

## Einwohner in Saint Francis
| Jahr | Einwohner |
| ---- | --------- |
| 1783 | 342       |
| 1810 | 418       |
| 1828 | 380       |
| 1848 | 306       |
| 1874 | 266       |
| 1888 | 330       |
| 1904 | 370       |